# Vox Andalucía
Vox Andalucía es la candidatura y agrupación de Vox en la Comunidad autónoma de Andalucía. Es una formación de extrema derecha que posee 14 escaños en la Junta de Andalucía, obteniendo representación por primera vez en las Elecciones al Parlamento de Andalucía de 2018. 
Sin embargo, al igual que en el resto de comunidades autónomas, el partido a nivel regional no existe y es un nombre simbólico que se le otorga a su representación en la región correspondiente.
El partido ha estado encabezado por el diputado Manuel Gavira, natural de Cádiz, desde 2020 hasta 2022; y su agrupación parlamentaria, por el sevillano Macario Valpuesta. La líder de la formación en Andalucía hasta julio de 2022 ha sido Macarena Olona, dejando atrás al exlíder en 2018, Francisco Serrano. tras la marcha de Macarena Olona el liderazgo pasó a manos de Manuel Gavira.

## Resultados electorales
Las candidaturas de Vox en Andalucía entraron en las instituciones por primera vez en 2018.

### Elecciones generales
| Congreso de los Diputados |         |   |          |         |        |
| Elecciones                | Escaños | ± | Posición | Votos   | %      |
| 2015                      | 0/61    |   | 8º       | 8,974   | 0,2%   |
| 2016                      | 0/61    |   | 7º       | 8,419   | 0,2%   |
| Abril de 2019             | 6/61    | 6 | 5º       | 611,220 | 13,38% |
| Noviembre 2019            | 12/61   | 6 | 3º       | 869,909 | 20,61% |
| 2023                      | 9/61    | 3 | 3º       | 671.507 | 15,32% |

### Elecciones autonómicas
| Parlamento de Andalucía |         |    |          |         |        |           |                   |
| Elecciones              | Escaños | ±  | Posición | Votos   | %      | Resultado | Líder             |
| 2015                    | 0/109   |    | 9º       | 18,422  | 0,46%  | Oposición | Francisco Serrano |
| 2018                    | 12/109  | 12 | 5º       | 395,978 | 10,97% | Oposición | Francisco Serrano |
| 2022                    | 14/109  | 2  | 3º       | 490,525 | 13.46% | Oposición | Macarena Olona    |

### Elecciones municipales
| Elecciones | Escaños  | ±   | Posición | Votos   | %     | Líder             |
| ---------- | -------- | --- | -------- | ------- | ----- | ----------------- |
| 2019       | 104/9067 | 104 | 5º       | 125,630 | 3,24% | Francisco Serrano |
| 2023       | 232/9067 | 128 | 3°       | 265.574 | 6,8%  | Manuel Gavira     |

## Polémicas
Su antiguo líder Francisco Serrano Castro recibió numerosas críticas entre otras cosas por sus críticas a la sentencia de la manada con afirmaciones como que la prostitución será la única relación segura además de otras calificadas de racistas, machistas y homófobas por su gravedad. Además, en el año 2020 tuvo que dejar el partido por fraude de subvenciones.
Vox intentó con una PNL que se cambiará el día de Andalucía, 28 de Febrero y día que se creó la Comunidad Autónoma, por el día que se expulsó a los musulmanes de Granada. El estudio de la creación de la Córdoba argentina al ser obra de los conquistadores en vez de la creación de la Mezquita de Córdoba y el nombramiento de Diego Velázquez como pintor oficial del Rey de España.